# Роман Тирновський
Роман Тирновський (1310, Тирново, Болгарія — 17 лютого, 1370) — болгарський ісихаст, який вніс чималий внесок у розповсюдження синаїтсько-ісихастського руху в Болгарії. Роман Тирновський — друг і співучень преподобного Феодосія Тирновського. Визнаний Православною церквою святим.

## Життєпис
Патріарх Каліст у своєму житті преподобного Феодосія характеризує преподобного Романа “яко мужа чеснотного и промовистого, мужа ревнителя в духовному, мужа, подібного в чеснотах у всьому блаженному Феодосію, мужа пустинника по істині і постника і всім заповідям Господнім хранителя”.
Преподобний Роман походив зі знатного і багатого роду. Народився він в 1310 році в Тирново. Преподобного Феодосія він знав з ранніх літ. Коли святий Феодосій за настановою преподобного Григорія Синаїта прибув другий раз в Тирново, преподобний Роман став просити взяти його зі собою в Парорію. Преподобний Феодосій схилився на прохання святого Романа и привів до блаженного старця Григорія, який сердечно прийняв його і зарахував до свого братства.
Преподобний Роман був старанним учнем великого Синаїта. Він з повинним смиренням виконував весь положений на нього послух, швидко зростав і в духовних ділах. Преподобний Роман жив в Парорії до тих пір, поки святий Григорій Синаїт не відправив його по монастирських справах до болгарського царя Іоана Олександра. В його відсутність “наставник чернечого життя” великий Григорій Синаїт представився (тобто відійшов у вічність).
Після кончини старця преподобний Роман став вірним учнем преподобного Феодосія, сподвижником і послідовником всіх його духовних і просвітницьких діянь і невіддільним супутником у всіх подорожах. З преподобним Феодосієм він заснував Киліфарівський монастир, а згодом монастир Святої Трійці на горі Устіє в Пера, був присутнім на Тирновському Соборі 1360 року. Відомий святий Роман і як церковний письменник, але, на жаль, його твори не збереглися.
Коли преподобний Феодосій на початку 1363 року вирушив до Константинополя, то настоятелем монастиря — наставником і окормителем братії — він поставив преподобного Романа. Прийнявши настоятельство, преподобний Роман сердечно повчав братію і старався у всьому бути ревнителем божественому Феодосію, “тем же и вси окрестныя часто к нему прихождаху, пользы ради, купно же и молитвы, сам же опаснаго держашеся постничества и пребывания”. Преподобний Роман страждав важким кашлем, але, зневажаючи своїм недугом, він “к утешению братиям внимаше, всех утешаше, всех к духовным подвигам поощряше”.
Перед смертю він, як пише святий Каліст, “да яко убо своею отшествия прехождение разуме, собратися братиям повеле, и всех в Божий страх утверди, и вся яже о обители добре учини и учреди”. Помер преподобний Роман 17 лютого, мабуть, 1370 року (рік кончини точно не встановлено).

## Свята
- 17 лютого (за старим стилем) / 2 березня (за новим стилем) - день преподобного Романа Тирновського